# 中文輸入法練習

遊戲介面

中文輸入法練習是微软為繁體中文版Windows而設的一個小遊戲，見於Windows 95及Windows 98內建的五個小遊戲之一，直到後來的Windows XP被刪除。

## 玩法
玩家在進行遊戲前須設定自己欲使用的輸入法，並且選擇遊戲速度（分為五級，分別為烏龜、單車、汽車、飛機及火箭）及用字難度（分為三級，分別為1kg、10kg及100kg）。遊戲開始後會有方塊跌下，每個方塊有一個中文字，玩家需要正確輸入該字便可消除該方塊。隨著遊戲推進，方塊數下降速度會加快，直到所有方塊塞滿便遊戲結束。

## 外部連結
- Windows 98的中文輸入法練習小遊戲（页面存档备份，存于）
- 中文Windows 98 能否輸入法DIY？ - 中文輸入法世界（页面存档备份，存于）